# Maksutuşağı (Dulkadiroğlu)
Maksutuşağı (kurdisch: Mason) ist ein Ortsteil mit 319 Einwohnern im Bezirk (Ilçe) Dulkadiroğlu im Süden der Türkei in der Provinz Kahramanmaraş. Die Ortschaft liegt ungefähr 25 km südöstlich der Provinz-Hauptstadt Kahramanmaraş.

## Geografie
Das Dorf Maksutusağı liegt im Süden der Provinz Kahramanmaraş und gehört zum Bezirk Dulkadiroğlu. Maksutusağı grenzt im Osten an Narli, im Südosten an Karaçay, im Süden an Sarierik und Arslanbey, im Westen an Halkaçayırı, im Norden an Denizli, im Nordosten an Eskinarlı.

## Bevölkerung
Bei den in Maksutusağı lebenden Einwohnern handelt es sich um alevitische Kurden, die dem Sinemilli-Stamm angehören. Aus diesem Grund wird in Maksutusağı neben Türkisch mehrheitlich Kurdisch gesprochen.
Durch das Pogrom von Maraş im Jahr 1978 und die Perspektivlosigkeit verließ ein Teil der Bevölkerung Maksutusağı. Neben Städte im Westen der Türkei fand die Abwanderung vorwiegend in Richtung Westeuropa statt, wo sich in den vergangenen Jahrzehnten eine Diaspora gebildet hat.

## Politik
Der aktuelle Muhtar von Maksutusağı ist Mustafa İkizer.

## Infrastruktur/Verkehr
Durch das Dorf Maksutusağı verläuft die Hauptstraße, welche die Ortschaft im Osten an die Schnellstraße D835 anbindet, die ihrerseits die Verbindung zwischen der lokalen Kleinstadt Narli und der Provinzhauptstadt Kahramanmaraş darstellt. Im Westen führt die Straße ins benachbarte Halkaçayırı. Südlich von Maksutusağı führt eine Landstraße in die Nachbarortschaft Arslanbey.
Da in Maksutusağı keine Bildungsstätten vorhanden sind, werden die Kinder durch einen staatlich finanzierten Busservice ins benachbarte Narli, wo sie die Schule besuchen, befördert.